# Levante-EMV
Levante-El Mercantil Valenciano ist eine spanische Zeitung, mit Sitz in Valencia, die dem Prensa Ibérica Verlag gehört. Dieser Verlag veröffentlicht auch die Zeitung Información in Alicante.

## Geschichte
Ein Vorgänger der Zeitung war das Bulletin Avance (30. März – 15. April 1939). Das war das Bulletin der valencianischen Abteilung der Falange. Die Zeitung gehörte später der Presse von dem sogenannten Movimiento ("Bewegung". Das war die offizielle Partei der Francoregierung). Ab 1977 gehörte die Zeitung den Medios de Comunicación Social del Estado (Soziale Kommunicationsmedia vom Staat). 1984 wurde sie von der privaten Firma Prensa Valenciana gekauft.
Ihre Ideologie kann als Mitte-Links bezeichnet werden. In Castelló erscheint sie als Levante de Castelló. Sie verfügt über verschiedene Ausgaben, die den verschiedenen Bereichen der valencianischen Region entsprechen (Valencia, Horta, Safor und so weiter). Aktuell ist sie die meistgelesene Zeitung der valencianischen Region. Die gedruckte Auflage erscheint zumeist auf Spanisch. Es gibt aber eine tägliche Seite über kulturelle und soziale Ereignisse auf Valencianisch (El dau). Wöchentlich gibt es auch einen literarischen Zusatz (Post Data) auch auf Valencianisch. Die digitale Auflage hat eine Version auf Spanisch und ab 1. Mai 2016 auch eine weitere Version auf Valencianisch.